# Теплівська волость
Теплівська волость — адміністративно-територіальна одиниця Пирятинського повіту Полтавської губернії з центром у містечку Теплівка.
Старшинами волості були:
- 1900 року селянин Євдоким Михайлович Конець[1];
- 1904 року селянин Корній Антонович Царинний[2];
- 1913—1915 роках Яків Єгорович Сайко[3],[4].